# (995) Sternberga
(995) Sternberga ist ein Asteroid des Hauptgürtels, der am 8. Juni 1923 vom russischen Astronomen Sergei Iwanowitsch Beljawski am Krim-Observatorium in Simejis entdeckt wurde.
Benannt wurde der Asteroid nach dem russischen Astronomen Pavel Sternberg.